# 1966-os Formula–1 olasz nagydíj
Az 1966-os Formula–1 világbajnokság hetedik futama az olasz nagydíj volt.

## Futam
Monzában a ferraris Parkes és Scarfiotti indult az élről Clark és Surtees előtt.
Az első kör végén Bandini vezetett, Scarfiotti a 7., Clark a 10. helyre esett vissza. Bandini a második körben üzemanyagcsöve meghibásodása miatt a boxba hajtott, ekkor Parkes vette át a vezetést, de Surtees megelőzte, majd ezután Brabham vezetett, amíg olajszivárgás miatt ki nem állt. Scarfiotti eközben egyre előrébb küzdötte magát, majd átvette a vezetést. A 17. körben Richie Ginther Hondájával a Curva Grandében kicsúszott és a pályát övező fáknak ütközött. Az amerikai meglepő módon sértetlen maradt, de új autója tönkrement. A 32. körben Surtees a boxba hajtott, majd kiesett üzemanyag szivárgás miatt. Ő volt az egyetlen versenyző aki ekkor még világbajnok lehetett volna Jack Brabham mellett (aki szintén kiesett), így az ausztrál bebiztosította egyéni címét. A versenyt Scarfiotti nyerte 6 másodperccel a 2. helyért szoros küzdelmet vívó Parkes és Hulme előtt. Rindt negyedik lett körhátrányban.
| Helyezés | #  | Versenyző           | Csapat/Motor    | Futott körök | Idő/Kiesés oka      | Rajthely | Pontszám |
| -------- | -- | ------------------- | --------------- | ------------ | ------------------- | -------- | -------- |
| 1        | 6  | Ludovico Scarfiotti | Ferrari         | 68           | 1:47:14,8           | 2        | 9        |
| 2        | 4  | Mike Parkes         | Ferrari         | 68           | + 5,8               | 1        | 6        |
| 3        | 12 | Denny Hulme         | Brabham-Repco   | 68           | + 6,1               | 10       | 4        |
| 4        | 16 | Jochen Rindt        | Cooper-Maserati | 67           | + 1 kör             | 8        | 3        |
| 5        | 42 | Mike Spence         | Lotus-BRM       | 67           | + 1 kör             | 14       | 2        |
| 6        | 40 | Bob Anderson        | Brabham-Climax  | 66           | + 2 kör             | 15       | 1        |
| 7        | 48 | Bob Bondurant       | BRM             | 65           | + 3 kör             | 18       |          |
| 8        | 24 | Peter Arundell      | Lotus-BRM       | 63           | Motorhiba           | 13       |          |
| 9        | 20 | Geki                | Lotus-Climax    | 63           | + 5 kör             | 20       |          |
| HN       | 44 | Giancarlo Baghetti  | Ferrari         | 59           | Helyezés nélkül     | 16       |          |
| Kiesett  | 22 | Jim Clark           | Lotus-BRM       | 58           | Váltó               | 3        |          |
| Kiesett  | 36 | Jo Siffert          | Cooper-Maserati | 46           | Motorhiba           | 17       |          |
| Kiesett  | 2  | Lorenzo Bandini     | Ferrari         | 33           | Gyújtás             | 5        |          |
| Kiesett  | 14 | John Surtees        | Cooper-Maserati | 31           | Üzemanyag szivárgás | 4        |          |
| Kiesett  | 18 | Richie Ginther      | Honda           | 16           | Baleset             | 7        |          |
| Kiesett  | 10 | Jack Brabham        | Brabham-Repco   | 7            | Olajszivárgás       | 6        |          |
| Kiesett  | 30 | Dan Gurney          | Eagle-Weslake   | 7            | Motorhiba           | 19       |          |
| Kiesett  | 28 | Jackie Stewart      | BRM             | 5            | Üzemanyag szivárgás | 9        |          |
| Kiesett  | 38 | Jo Bonnier          | Cooper-Maserati | 3            | Gázadagoló          | 12       |          |
| Kiesett  | 26 | Graham Hill         | BRM             | 0            | Motorhiba           | 11       |          |
| NK       | 34 | Phil Hill           | Eagle-Climax    |              | Nem kvalifikált     |          |          |
| NK       | 32 | Chris Amon          | Brabham-BRM     |              | Nem kvalifikált     |          |          |

## Statisztikák
Vezető helyen:
- Lorenzo Bandini: 1 (1)
- Mike Parkes: 7 (2 / 8-12 / 27)
- John Surtees: 1 (3)
- Jack Brabham: 4 (4-7)
- Ludovico Scarfiotti: 55 (13-26 / 28-68)

Ludovico Scarfiotti egyetlen győzelme, egyetlen leggyorsabb köre, Mike Parkes 1. pole-pozíciója.
- Ferrari 41. győzelme.

Phil Hill utolsó versenye.